# 香取薫
香取 薫（かとり かおる、女性、1962年 − ）は、日本のインド料理・スパイス料理・アーユルヴェーダ料理研究家。有限会社食スタイルスタジオ代表取締役。日本アーユルヴェーダ学会評議員。日本香辛料研究会会員。旧姓・矢内薫。夫は脚本家の金子二郎。

## 略歴
東京生まれ。1985年、インド共和国オリッサ州のボランティアキャンプに参加し、インド料理に魅せられる。その後、つてを頼ってはインド各地の主婦を訪ね、インド家庭料理を学び、30人を超えるインストラクター、20人を超えるカレー（インド料理）店主、料理家を育てる。
1992年に料理教室「キッチンスタジオ ペイズリー」を開設。
2001年、有限会社食スタイルスタジオ設立・代表取締役。2010年。スリランカ料理コース開設。
2013年、アーユルヴェーダクッキングコース開設。2013年7月〜9月「キユーピー3分クッキング」土曜日レギュラー出演。その他、雑誌取材、テレビ出演多数。

## ポリシー
料理教室のポリシーとして、スパイスをもっと気軽に（日本の気候と国民の味覚にあわせた形で）活用すること、環境に配慮すること、食材は安心できるものを使うことなどを掲げている。

## 著書
- 『インドごはん』　出帆新社、2005年8月 ISBN 978-4861030277
- 『うまい、カレー。』　ナツメ社、2008年7月 ISBN 978-4816345234
- 『たった5つのスパイスで！インド家庭料理「カレーとサブジ」—「キッチンスタジオ ペイズリー」の本格レシピ』　マーブルトロン、2008年7月 ISBN 978-4123901987
- 『チャラカの食卓—二千年前のインド料理』　伊藤武と共著、出帆新社、2008年8月 ISBN 978-4861030567
- 『ストックペーストカレー　簡単、絶品の秘密は「玉ねぎ・トマト・辛み」ペーストと「香り」マサラ』マーブルトロン、2009年5月 ISBN 978-4-12-390226-7
- 『家庭で作る本格インド料理　「キッチンスタジオペイズリー」とっておきの上級レシピ！』マーブルトロン、2010年5月 ISBN 978-4-12-390263-2
- 『アーユルヴェーダ・カフェ　インドの医食同源にもとづく、お手軽レシピ』上馬塲和夫著、香取薫料理、地球丸、2010年9月 ISBN 978-4860672751
- 『5つのスパイスで作れる！はじめてのインド家庭料理』講談社、2012年5月 ISBN 978-4062995610
- 『家庭で作れるスリランカのカレーとスパイス料理』河出書房新社、2012年6月 ISBN 978-4309283203
- 『ひとりカレー』幹書房、2012年7月 ISBN 978-4906799060
- 『アーユルヴェーダ食事法　理論とレシピ』佐藤真紀子共著、2012年8月 ISBN 978-4770502148
- 『家庭で作れる南インドのカレーとスパイス料理』河出房新社、2015年7月 ISBN 978-4-309-28532-0
- 『インドのお母さんに学ぶ健康ごはん』講談社、2016年４月　ISBN 978-4062996716
- 『アーユルヴェーダ健美食』2018年10月、径書房　ISBN　978-4770502254
- 『薫るスパイスレシピ』2020年5月、山と渓谷社　ISBN　978-4635450416
- 『本格カレーとビリヤニ 最速レシピ』2021年5月、主婦と生活社　ISBN　978-4391155914